# Syropiast
Syropiast – osada leśna w Polsce położona w województwie mazowieckim, w powiecie wyszkowskim, w gminie Długosiodło.
W latach 1975–1998 miejscowość administracyjnie należała do województwa ostrołęckiego.